# Tectarius
Tectarius is een geslacht van weekdieren uit de klasse van de Gastropoda (slakken).

## Soorten
- Tectarius antonii (Philippi, 1846)
- Tectarius coronatus (Valenciennes, 1832)
- Tectarius cumingii (Philippi, 1846)
- Tectarius grandinatus (Gmelin, 1791)
- Tectarius niuensis D. G. Reid & Geller, 1997
- Tectarius pagodus (Linnaeus, 1758)
- Tectarius rusticus (Philippi, 1846)
- Tectarius spinulosus (Philippi, 1847)
- Tectarius striatus (King, 1832)
- Tectarius tectumpersicum (Linnaeus, 1758)
- Tectarius viviparus (Rosewater, 1982)